# Keysmoa
Keysmoa는 건반을 뜻하는 Key를 아티스트로 의인화 하여 건반 연주자들을 모은다(moa)는 뜻의 합성어로, 앨범 [Piano Society] 시리즈를 통해 한국의 피아노 연주음악을 전세계에 알리고 있다.

## 생애
2021년 2월 'Piano Society.1'앨범을 시작으로, 참여 아티스트들 간의 활발한 교류 및 정보들을 공유하여 서로 간 음악적 영감을 공유하는 한편, 변화하는 음악시장에 발맞춰 지속적인 음악 생태계를 구축하고 있다. 최근에는 피아노를 기반으로 하는 개성 있는 음악들을 수집하여, 피아노 연주음악의 장르를 확장하고 있다.
'Time to love', 'Cherry blossom'등 많은 사랑을 받고있는 작곡가 악토버(OCTOBER)가 기획하여, 피아노 연주음악의 새로운 뮤직비디오 제작 방식을 도입한 studio CUDA, 영화 '엑시트', '시동', '낙원의 밤', '반도'등 다수 영화OST와 드라마 음악에서 활동하고 있는 작곡가 '지아이(zi)'로 구성돼있다.

## 약력
- 2020년 7월 18일에 설립
- 2021년 2월 11일 첫 앨범 <Piano Society.1> 발매. 참여 아티스트 (zi, 띠돈, 달피아, 하루, LipMu, 피네, is Onl, 백인준)
- 2021년 5월 12일 두 번째 앨범 <Piano Society.2> 발매. 참여 아티스트 (테렌스, 달피아, 피네, 띠돈, 열두율, 은비, 백인준, 그린쉼)
- 2021년 8월 28일 세 번째 앨범 <Piano Society.3> 발매. 참여 아티스트 (kenzie, 악토버(OCTOBER), 달피아, 피네, is Onl, 백인준, 그린쉼, July)
- 2021년 12월 4일 네 번째 앨범 <Piano Society.4> 발매. 참여 아티스트 (악토버(OCTOBER), 빈하영, 피네, SL&S, 하루, 단비, Modal.s, Sofa4844)